# スリランカ大学
スリランカ大学（スリランカだいがく、シンハラ語: ශ්‍රී ලංකා විශ්වවිද්‍යාලය, タミル語: இலங்கைப் பல்கலைக்கழகம், 英語: University of Sri Lanka）は、スリランカにかつて存在した公立大学。1972年に4つの大学を統合して設立され、コロンボ、ペラデニヤ、スリ・ジャヤワルダナプラ、ケラニヤ、モラトゥワ、ジャフナの6カ所にキャンパスを有していた。しかし、1978年には解体され、キャンパスごとに独立した大学となった。

## 歴史
1942年、セイロン初の正式大学であるセイロン大学が設立された。セイロン大学は前身であるセイロン・ユニバーシティ・カレッジが位置していたコロンボに拠点を置き、ペラデニヤにも新たにキャンパスを建設した。そして、多くの学部・研究科が1949年にはコロンボからペラデニヤへと移転した。さらに大学事務局も1952年にペラデニヤへと移転し、同年10月6日には大学名がセイロン大学ペラデニヤ校に変更となった。一方で、複数の学部がコロンボ・キャンパスに残った。
1958年には仏教高等教育校であった2校を大学へと昇格させる法律が制定され、翌年にはケラニヤにヴィデョダヤ大学が、コッテにはヴィデャランカラ大学が開学した。
1960年代半ばには、コロンボ・キャンパスを別大学として独立させようという声が上がるようになり、1966年には高等教育法が制定された。そして、コロンボに新大学が設立されることが決まり、1967年10月1日にセイロン大学コロンボ校として再出発した。
1972年、セイロン大学法が制定され、セイロン大学ペラデニヤ校、セイロン大学コロンボ校、ヴィデョダヤ大学、ヴィデャランカラ大学の4大学をスリランカ大学として統合することが決定した。同時にモラトゥワにあったセイロン・カレッジ・オブ・テクノロジーも統合されることが決まった。また、1974年7月25日にはジャフナに6つ目のキャンパスが設置された。
しかし、1978年には大学法が制定され、6つのキャンパスはそれぞれ大学として独立した。後継の大学は、ペラデニヤ大学、コロンボ大学、スリ・ジャヤワルダナプラ大学、ケラニヤ大学、モラトゥワ大学、ジャフナ大学の6校である。